# 21482 Паташнік
21482 Паташнік (21482 Patashnick) — астероїд головного поясу, відкритий 19 квітня 1998 року.
Тіссеранів параметр щодо Юпітера — 3,511.